# Torsten Peter Schnick
Torsten Peter Schnick (* 24. September 1968 in Langenfeld) ist ein deutscher Schauspieler und Regisseur.

## Leben und Wirken
Schnick wurde 1990 von Torsten Fischer und Günther Krämer für das Stück Die Kannibalen von George Tabori an die Kammerspiele Köln engagiert. Seit August 1990 arbeitete er am Schauspiel Köln, zuletzt unter der Intendanz von Karin Beier. Daneben wirkt er auch in vielen Film- und Fernsehproduktionen mit.
Torsten Peter Schnick lebt mit seiner Familie in Köln.

## Rollen im Kölner Schauspiel (Auswahl)
Torsten Peter Schnick spielte Keller, den Leutnant a. D. in Der Idiot unter der Regie von Karin Henkel (ab April 2012 Schauspiel Köln). Auch war er der Erzähler in Ödipus. Regie führte Wim Vandekeybus (ab Februar 2012 im Schauspielhaus). Auch spielte er Rene in der Goldveedel-Saga unter Regisseurin Gesine Dankwart.
Weitere Rollen:
- Der schöne Minister in Des Kaisers neue Kleider, Regie Schorsch Kamerun
- Alexejew in Oblomow, Regie Alvis Hermanis
- Gregor Samsa und andere in Die Verwandlung und andere Erzählungen, Regie Antonio Latella
- Irwin, the new one in Beat Generation, Regie Jürgen Kruse
- Ingrid & andere in Peer Gynt, Regie Karin Beier
- Fritzchen in Die Schmutzigen, die Hässlichen und die Gemeinen, Regie Karin Beier
- Sanitäter u a in Kasimir und Karoline, Regie Johann Simons
- Stefan der Taschendieb in Der Mann an Tisch 2, Regie Victor Bodo
- Huppertz und der Kellner in wozuwozuwozu, Regie Anna Viehbrock
- Krott, junger Leutnant, Soldat in Simplicius Teutsch, Regie Thomas Dannemann
- Ramaseder in Kannibalen
- Korbinian Schritt in Bauerntheater
- die Elfe Spinnweb in Ein Sommernachtstraum
- Lorenz in Mephisto
- Frederick in Frederick – Boulevard des Verbrechens
- Der Kellner in Der große Zauber
- div. Rollen in Graf Öderland, Regie Torsten Fischer
- Janek Prus in Die Sache Makropulos
- Das Kind in Woyzeck
- Prinz von York in Richard III., Regie Günter Krämer
- Griss in Trauer zu Früh, Regie Marlene Streeruwitz
- diverse Rollen in Jeffrey, Regie Herbert Schäfer
- James Gurny in Leben und Sterben des Königs John
- Marcade in Love Labours Lost – Verlorene Liebesmüh
- Gobin de Grace & Lord Percy in Die Regierung des Königs Edward III., Regie Frank-Patrick Steckel
- der französische Dealer und andere in Making Of. B-Movie, Regie Volker Hesse
- Affe & kleiner Elefant in Dschungelbuch, Regie Uwe Hergenröder
- Clown in Clowns Clowns, Regie Bert Oberdorfer

## Rollen in anderen Theatern
- Medea in Medea-Komplex Teil 2 – dein Vater hütet die Schaf, Regie Andrea Bleikamp
- Kaiser in Des Kaisers neue Kleider, Regie Andrea Bleikamp
- Andreas Baader in K & Ju, Regie Jens Kuklik – Studiobühne Köln
- Heinrich in Die Stunde des Teufels, Regie Uwe Hotz – Orangerie Köln
- Montgomery in Die Jungfrau von Orleans, Regie Torsten Fischer – Bad Hersfelder Festspiele

## Filmografie
- 2011: Monkey Sandwich
- 2013: Tatort – Scheinwelten
- 2014: Stereo
- 2015: Und dann noch Paula – F*** dich, fremder Mann
- 2016: Marie Brand und die Spur der Angst
- 2016: Über Barbarossaplatz
- 2016: Wilsberg: In Treu und Glauben
- 2022: Unter uns

## Regie
Regie führte er in 15 gramm, Deutsche Erstaufführung, ici Köln, 2006 und in Mordslust auf dem Werkstatt und Atelier Gelände Köln.